# Wide Awake in America
| Críticas profissionais | Críticas profissionais |
| Avaliações da crítica  | Avaliações da crítica  |
| Fonte                  | Avaliação              |
| ---------------------- | ---------------------- |
| Allmusic               | [ 2 ]                  |
| Robert Christgau       | (B)                    |
| Rolling Stone          | (misto)                |

Wide Awake in America é um EP de músicas ao vivo da banda de rock irlandesa U2, lançado em 1985. Ele combina duas performances ao vivo de músicas do grupo do álbum de estúdio de 1985, The Unforgettable Fire com dois b-sides da época, que tinha sido previamente disponíveis apenas no Reino Unido.
Ele foi originalmente lançado apenas na América do Norte e Japão, mas vendeu tão bem que estabelcidos no Reino Unido como uma importação. Foi relançado internacionalmente em 1990.
A peça central do EP, "Bad" – uma canção sobre o vício de heroína – se tornaria um marco do seu set ao vivo, especialmente após um prolongado desempenho notável na Live Aid em que Bono dançou com uma garota na platéia. Programadores de rádio, muitas vezes escolheu este Wide Awake ain America na versão norte-americana sobre o estúdio de gravações originais para rádios.